# Dorcadion absinthium
Dorcadion absinthium es una especie de escarabajo longicornio de la subfamilia Lamiinae. Fue descrita científicamente por Plavilstshikov en 1937.
Se distribuye por Kazajistán. Mide 20-24 milímetros de longitud. El período de vuelo ocurre en el mes de abril.